# 阿尔弗雷德·亨利·加罗德
阿尔弗雷德·亨利·加罗德（1846年5月18日—1879年10月17日）是一位英国动物学家，专攻脊椎动物，1875至1878年间任富勒生理学教授，1876年当选英国皇家学会会士。